# Holanda

La región de Holanda dentro de los Países Bajos.

Holanda (en neerlandés: Hollandⓘ) es una región histórica y cultural situada en la costa occidental de los Países Bajos. Desde 1840, está dividida en dos provincias, Holanda Septentrional (Holanda del Norte) y Holanda Meridional (Holanda del Sur).
Originalmente el condado de Holanda era el miembro principal de las Provincias Unidas de los Países Bajos (1581-1795) por lo que, por su importancia histórica en la región, el topónimo «Holanda» se utiliza tradicionalmente como pars pro toto o sinécdoque para referirse al conjunto del país, cuya denominación oficial es «Países Bajos». Sin embargo, durante el reinado de Luis Bonaparte (1806-1810) el Estado llevó el nombre de Reino de Holanda. Esta pars pro toto también ocurre con el nombre del idioma, el neerlandés, que es conocido tradicionalmente como «holandés» (aunque en realidad el holandés es un dialecto del neerlandés) así como con el gentilicio neerlandés, frecuentemente sustituido por «holandés». Este uso es informal y, aunque no es correcto técnicamente, es muy habitual en la práctica incluso por sus propios ciudadanos.

## Toponimia

### Etimología
El topónimo «Holanda» apareció por primera vez en fuentes de la región de Haarlem en el año 866 y, por 1064, se utilizaba para referirse a todo el condado. Asimismo, los habitantes de Holanda se referían a sí mismos como «holandeses». «Holanda» deriva del neerlandés antiguo Holtland («tierra boscosa»). Esta variación ortográfica se mantuvo hasta mediados del siglo XIV, momento en el que se normalizó como Holland (o sus grafías alternativas Hollant y Hollandt). La etimología popular sostiene que «Holanda» deriva de hol land («tierra hueca») y que el topónimo se basó en la baja altitud geográfica del territorio.

### Sinécdoque con Países Bajos
A partir de 2020, bajo la supervisión del Ministerio de Asuntos Exteriores, la marca «Holanda» desapareció y el Estado comenzó a darse a conocer como «Países Bajos». El nombre «Netherlands» («NL»), en inglés, se convirtió en el protagonista del nuevo logotipo que sustituyó al toponímico «Holland», usado hasta 2022. Las embajadas y los consulados siempre han utilizado el nombre oficial, «Países Bajos», debido a que Holanda meridional y Septentrional son solo dos de las doce provincias nacionales. La Oficina Nacional de Turismo, que se promociona hasta ahora como Holland, analizará cómo adaptar el nuevo emblema, vigente a partir del 1 de enero de 2020. [actualizar]

## Historia
Cada región de los Países Bajos tiene su propia historia; sin embargo, hasta cierto punto, la historia de Holanda como región es la historia de los Países Bajos como país, ya que es la región más influyente del Estado soberano actual. Véase «Historia de los Países Bajos» para un contenido más detallado.

### Condado de Países Bajos

Escudo de armas del condado de Holanda

Hasta el siglo IX, los habitantes del territorio que se convirtió en Holanda eran de procedencia frisona. La zona era parte de Frisia. A finales del s. IX, Holanda se convirtió en un condado del Sacro Imperio Romano Germánico. El primer conde de Holanda que se conoce con certeza fue Teodorico I, que mandó desde el año 896 hasta el 931. Fue sucedido por una larga lista de condes holandeses, que hasta el 1101 se conocieron como condes de Frisia. Cuando el conde Juan I murió sin descendencia en 1299, el condado fue heredado por Juan II de Avesnes, conde de Henao. En la época de Guillermo V (Casa de Wittelsbach, 1354-1388), el conde de Holanda también fue el conde de Henao y de Zelanda.
Más tarde, fue conquistada Frisia occidental y, como resultado, la mayoría de las instituciones regionales se referían a Holanda y Frisia Occidental como una sola unidad. Al mismo tiempo, tuvieron lugar enfrentamientos armados y se sucedieron hasta que Jacqueline I, condesa de Henao, se vio obligada a ceder todas sus posesiones, incluyendo Holanda, a su primo Felipe III de Borgoña, conocido como Felipe el Bueno, en 1432. Entre 1438 y 1441, Holanda libró una guerra contra la Liga Hanseática (al margen de los Países Bajos, pero con el respaldo del Felipe el Bueno).
Como consecuencia, Holanda se convirtió en parte de los Países Bajos Borgoñones, y más tarde, en 1477, pasó a formar parte de las Diecisiete Provincias de los Habsburgo. En el siglo XVI, el condado se convirtió en la región europea más densamente urbanizada, con la mayoría de la población viviendo en las grandes urbes. En los Países Bajos Borgoñones, Holanda era la región dominante del norte; la influencia política de Holanda determinó en gran medida el dominio borgoñón sobre la zona. El último conde de Holanda fue Felipe II de España. Fue depuesto oficialmente en 1581 mediante el Acta de abjuración, aunque los monarcas hispánicos conservaron la intitulación de «condes de Holanda» hasta la Paz de Münster, firmada en 1648.

### Provincias Unidas

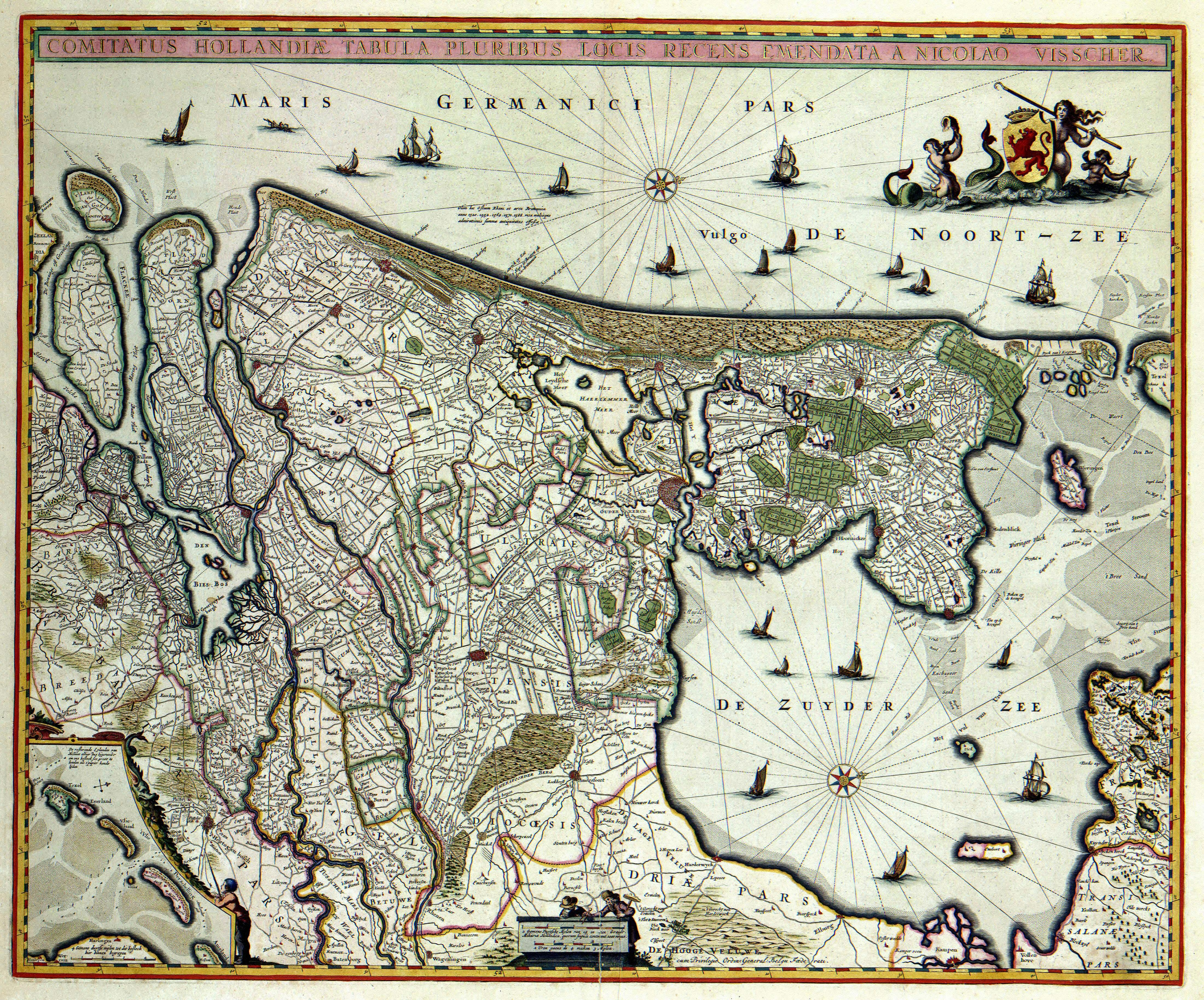
Mapa de Holanda, en 1682.

En la rebelión holandesa contra los Habsburgo durante la Guerra de los Ochenta Años, las fuerzas navales de los rebeldes —los «mendigos de mar»— establecieron su primera base permanente en Brielle, en 1572. De esta forma, Holanda, ahora con estatus de Estado soberano en una confederación holandesa más grande, se convirtió en el centro de la rebelión. En el siglo XVII, Holanda se convirtió en el centro cultural, político y económico de las Provincias Unidas, convirtiéndose en una de las mayores potencias europeas, proceso que se conoce como Siglo de Oro neerlandés. Después de que el rey de España fuera depuesto como conde de Holanda, el poder ejecutivo y legislativo recayó en los estados que conformaban las Provincias Unidas, que fueron liderados por la figura del gran pensionario.
Las mayores ciudades de las Provincias Unidas se encontraban en Holanda: Ámsterdam, Róterdam, Leiden, Alkmaar, La Haya, Delft, Dordrecht y Haarlem. Desde los grandes puertos de la región, comerciantes holandeses navegaban hacia otros destinos europeos, y los principales comerciantes europeos dirigían el mercado del continente desde Ámsterdam y las demás ciudades portuarias de Holanda.
Muchos europeos se refirieron a las Provincias Unidas como «Holanda» y no como «República de los Siete Países Bajos Unidos». Una fuerte influencia holandesa se plantó en la mente de los demás europeos, que luego se proyectó en la República en su conjunto. En la propia República, un lento proceso gradual de expansión cultural se llevó a cabo, uniformizando las culturas de las demás provincias y convirtiéndolas en más similares a la holandesa. La lengua de la Holanda urbana se convirtió en la lengua estándar.

### Estado satélite francés

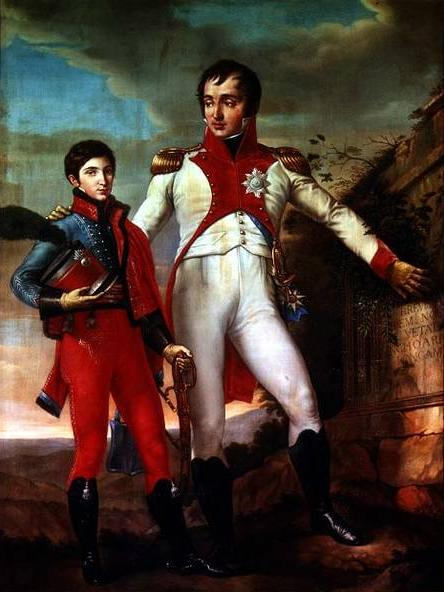
Luis I Bonaparte y su hijo, Luis Napoleón, reyes de Holanda.

Departamentos del norte del Primer Imperio francés, en 1811.

La formación de la República Bátava, inspirada en la Revolución francesa, dio lugar a un gobierno más centralizado. Holanda se convirtió en la provincia de un Estado unitario. La independencia de la región se frenó debido a una reforma administrativa en 1789, en la que el territorio holandés fue dividido en varios departamentos: Amstel, Delf, Texel, y parte de las cuencas del Escalda y el Mosa.
Desde 1806 hasta 1810, Napoleón Bonaparte controló el Estado vasallo, el Reino de Holanda, gobernado de iure por Luis I Bonaparte y, en un breve período de tiempo, por el hijo de Luis, Luis Napoleón Bonaparte. El reino abarcaba gran parte del territorio que conforma los Países Bajos actuales. La denominación del reino refleja lo común que era equiparar el resto de los territorios como parte de la región de Holanda.
Durante el período en que los Países Bajos fueron anexionados por el Primer Imperio Francés e incorporados a Francia (1810–1813), Holanda fue dividida en los departamentos de Zuyderzée y Bouches-de-la-Meuse.

### Reino de los Países Bajos
Después de 1813, Holanda se convirtió en provincia del Reino Unido de los Países Bajos. Más tarde, en 1840, Holanda se dividió en las actuales provincias de Holanda Septentrional y Holanda Meridional, como resultado de la Revolución belga de 1830. Desde 1850, un fuerte proceso de construcción nacional provocó que los Países Bajos fueran culturalmente unificados y económicamente modernizados, haciendo de las ciudades de Holanda la base de su economía.

## Geografía

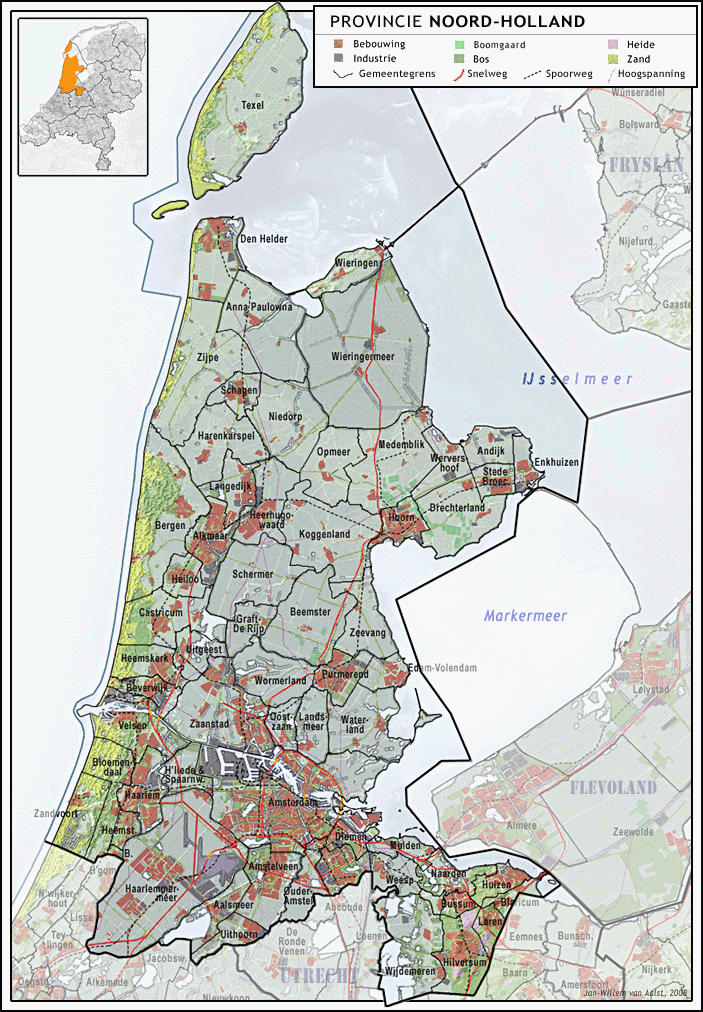
Holanda Septentrional

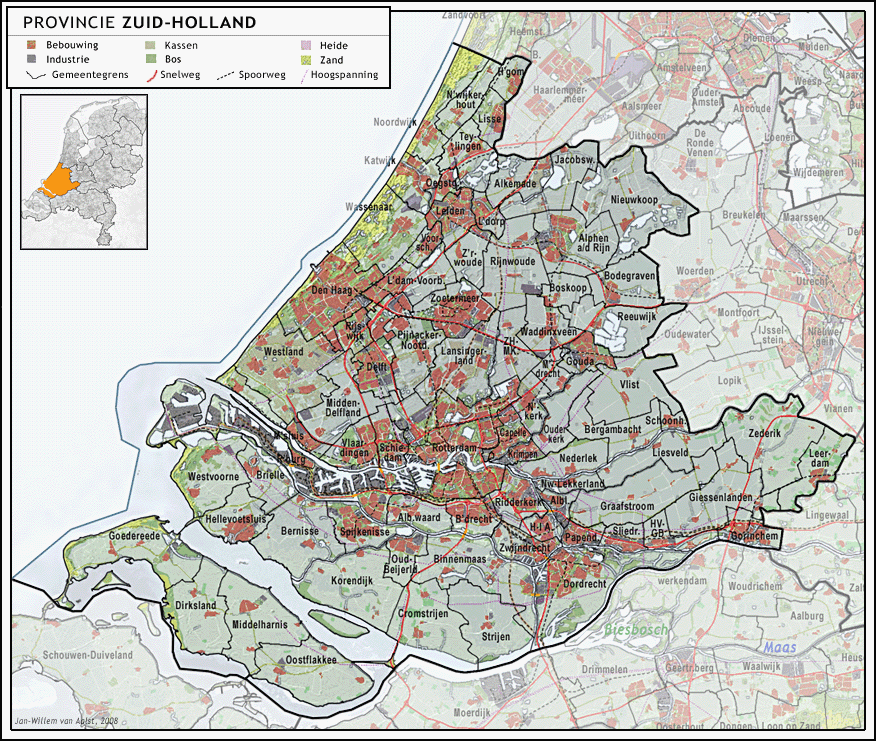
Holanda Meridional

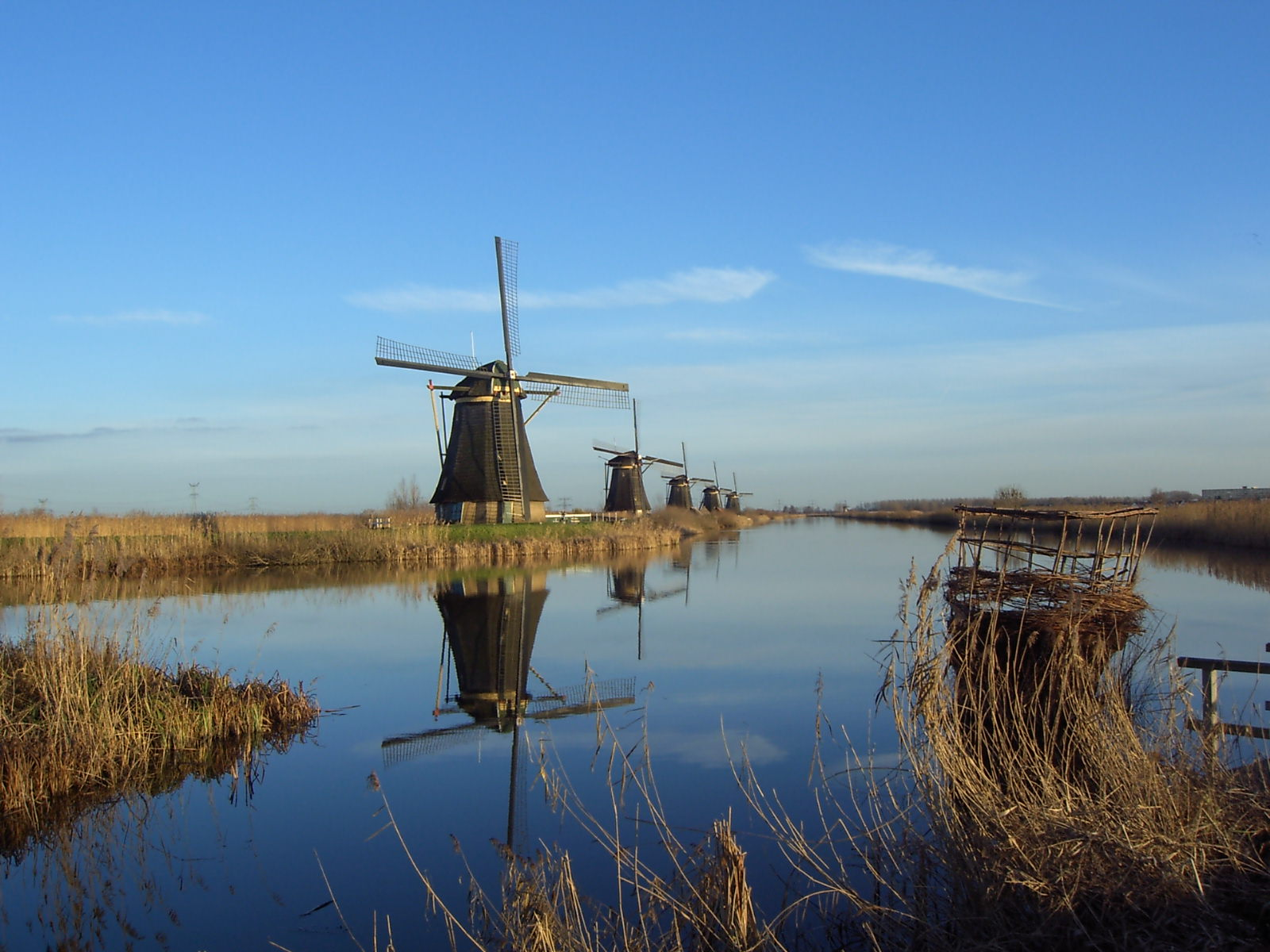
Parte de Holanda está compuesta por pólderes como el Kinderdijk.

Holanda se encuentra en el oeste de los Países Bajos, hacia la izquierda del mapa. Al ser una región marítima, Holanda se encuentra en la costa del mar del Norte, en la desembocadura de los ríos Rin y Mosa. Cuenta con numerosos ríos y lagos y un extenso canal interior. Colinda: al sur, con Zelanda; al norte, con Frisia; y al este, con el Ĳsselmeer y las regiones de Flevoland, Utrecht y Brabante Septentrional.
Holanda está protegida del mar por una larga línea de dunas en la costa. La mayor parte del área tras las dunas está conformado por pólderes, superficies terrestres ganadas al mar y que se encuentran muy por debajo del nivel de este. En la actualidad, el punto más bajo de Holanda es un pólder, el Zuidplaspolder, situado a unos 6,75 metros bajo el nivel del mar, cerca de Róterdam. El drenaje continuo es necesario para mantener a Holanda a salvo de inundaciones. En siglos anteriores, los molinos de viento se utilizaron para este cometido. El paisaje estaba —y en algunas partes, sigue estando— repleto de estas estructuras de madera, que se han convertido en un símbolo de Holanda.
Su extensión es de 7494 km² —tierra y agua incluidas—, que representa aproximadamente el 13 % de la superficie de los Países Bajos. En cuanto a la tierra firme por sí sola, cuenta con una superficie de 5488 km². La población, combinando la de las dos provincias, es de unos 6,1 millones de habitantes, lo que supone el 36,7 % de la población de los Países Bajos.
Las principales ciudades de Holanda son Ámsterdam, Róterdam y La Haya. Ámsterdam es oficialmente la capital de los Países Bajos y su ciudad más poblada. El puerto de Róterdam es el mayor y más importante puerto de Europa. La Haya, capital de Holanda Meridional, es la sede del poder ejecutivo y legislativo de los Países Bajos y sede de la Corte Internacional de Justicia. Estas ciudades, junto con Utrecht y otros municipios menores, forman la mayor conurbación neerlandesa, el Randstad.
El Randstad es una de las regiones más densamente pobladas de Europa, pero todavía libre de la expansión urbana, debido a las estrictas leyes de zonificación. Los incrementos demográficos, los altos precios de las propiedades y el constante desarrollo urbanístico es constante en la periferia de las zonas urbanizadas. A pesar de ello, la mayor parte de la región sigue teniendo un carácter rural. Las áreas agrícolas y naturales que aún persisten son muy valoradas y protegidas. La mayor parte de la tierra cultivable se aprovecha para la agricultura intensiva, incluida la horticultura y los invernaderos.

### Recuperación de terreno al mar

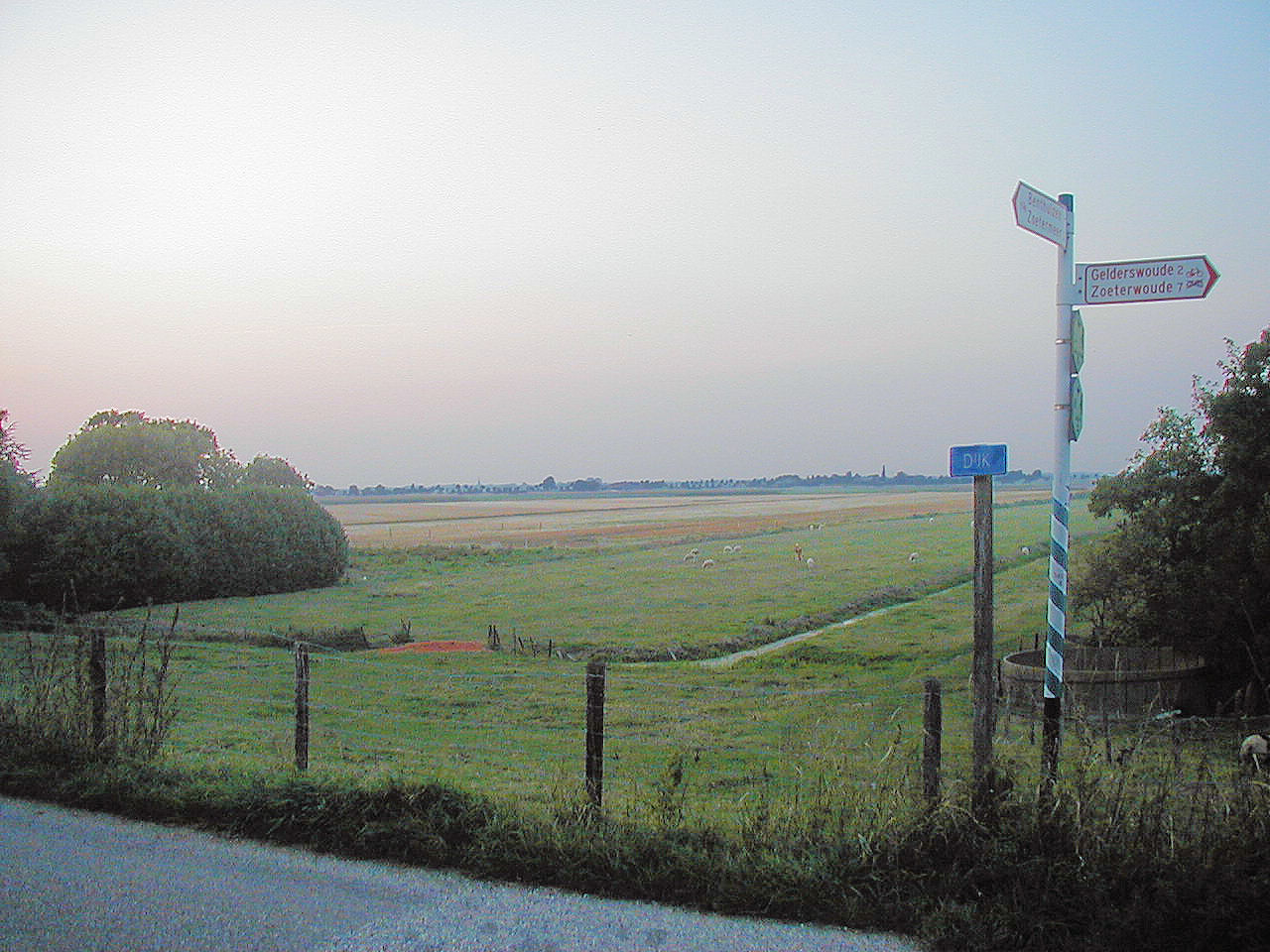
Pólder Benthuizen, visto desde un dique.

El actual territorio de Holanda nunca se ha mantenido estable. Durante milenios, la geografía de la región había sido dinámica. La costa oeste se desplazó hasta treinta kilómetros al este y las mareas sobrepasaban regularmente la hilera de dunas. Las islas Frisias, que originalmente estaban unidas a tierra firme, se convirtieron en islas separadas en el norte. Los principales ríos, el Rin y el Mosa, inundaban la zona regularmente y cambiaron de rumbo en varias ocasiones y de forma espectacular.
Los habitantes de Holanda se encontraron viviendo en un área inestable, inundable. Tras las dunas costeras de los Países Bajos, se formó una alta meseta de turba, conformando una protección natural del mar. Gran parte del territorio estaba cubierto por marismas y zonas pantanosas. Hacia el siglo X, los habitantes de la zona se dedicaron a cultivar la tierra, drenándola. Sin embargo, el drenaje provocó la contracción del suelo y la reducción de la superficie en unos quince metros.

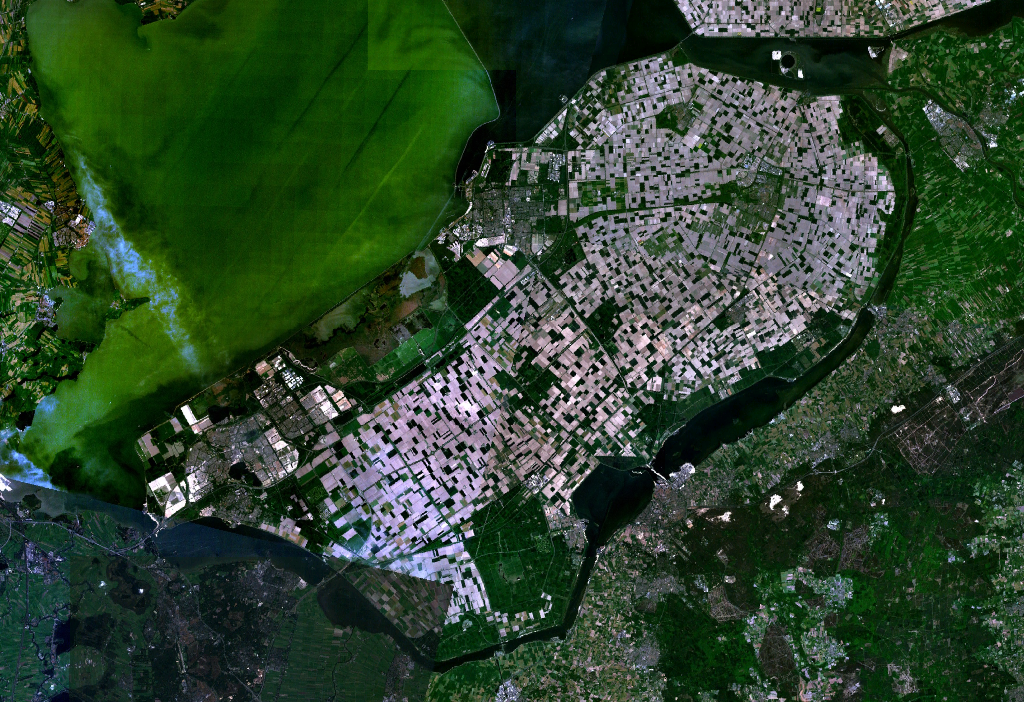
El Flevopolder, construido junto al Ĳsselmeer, es la isla artificial más grande del mundo.

Al sur de Holanda, en Zelanda, y al norte, en Frisia, esta evolución dio lugar a inundaciones catastróficas, destruyendo literalmente regiones enteras y la capa de turba, que se desprendió y fue llevada por el agua en las inundaciones. Desde la costa de Frisia, se comenzó a inundar la zona del este, formándose el Zuiderzee —el actual Ĳsselmeer—. Este mar interior amenazó con unirse a las tierras anegadas de Zelanda en el sur y a la reducción de Holanda a tan solo unas estrechas islas-dunas frente al gran Zuiderzee. Tan solo la intervención administrativa drástica salvó la región de la devastación total. Se comenzaron a construir los primeros diques de emergencia para reforzar los puntos costeros críticos. Más tarde, se constituyó el órgano autónomo especial, el waterschappen, que tenía la potestad de hacer cumplir sus leyes y decidir sobre la gestión del agua. A medida que fueron pasando los siglos, finalmente se terminó construyendo un entramado de diques junto a la línea de costa, protegiendo así la tierra de las inundaciones.
Sin embargo, los holandeses no se detuvieron. En el siglo XVI, comenzaron a ganar tierra al mar, convirtiendo los lagos, marismas y zonas pantanosas en pólders. Esto continuó hasta el siglo XX; por ello, los mapas antiguos de Holanda poco se parecen a los actuales.
Esta lucha en curso por dominar el agua desempeña un importante papel en el desarrollo de Holanda como potencia marítima y económica y en el desarrollo del carácter de los holandeses.

## Demografía
Holanda tiene una población de 6,3 millones de habitantes, concentrando aproximadamente un tercio de la población de los Países Bajos.

## Cultura

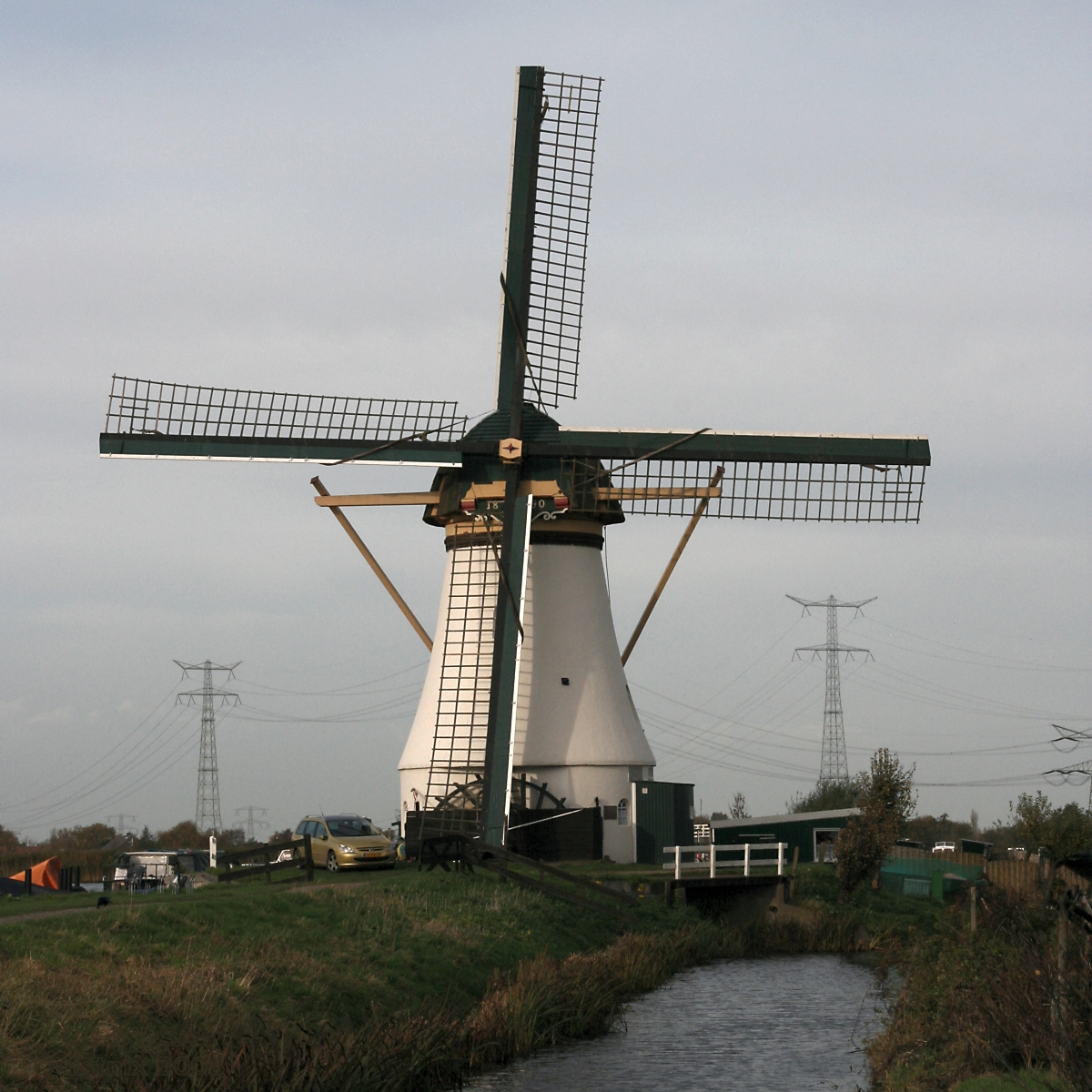
Típico molino de viento de la región

Holanda tiende a estar asociada con una imagen en particular. La imagen estereotipada de Holanda es una amalgama artificial de tulipanes, molinos de viento, zuecos, queso y el vestido tradicional (klederdracht). Como es el caso con muchos estereotipos, esto está lejos de la verdad y la realidad de la vida en Holanda. Esto, en parte, se explica por la explotación de los estereotipos en promociones de Holanda y los Países Bajos. De hecho, solo en algunos de los pueblos más tradicionales, el traje tradicional y los zuecos son utilizados por los habitantes.
El predominio de Holanda en los Países Bajos se ha traducido en el regionalismo por parte de las demás provincias. Esta es una reacción a la amenaza percibida que Holanda representa para las identidades y culturas locales de las otras regiones. Las otras provincias tienen una fuerte imagen equivocada, y a veces negativa, de Holanda y los holandeses. Por otro lado, otros neerlandeses reconocen el dominio cultural holandés y tratan la sinonimia de «Holanda» y «Países Bajos» como algo habitual. En consecuencia, se ven a sí mismos no primeramente como holandeses, sino como neerlandeses (Nederlanders). El fenómeno ha sido llamado holandocentrismo.

### Idiomas
El idioma predominante en Holanda es el neerlandés. Los holandeses generalmente se refieren al neerlandés como «holandés», en lugar del término estándar. Los habitantes de Bélgica y de las demás provincias de los Países Bajos se refieren con «holandés» al dialecto del neerlandés hablado en la región.
El neerlandés estándar se basó en el dialecto de la provincia de Holanda, que incorpora muchos rasgos derivados de las lenguas habladas en el ducado de Brabante y en el condado de Flandes. Una fuerte variación dialectal existe aún hoy en los Países Bajos. Hoy en día, Holanda es la región en la que los dialectos originales del neerlandés son menos usados, en muchas áreas reemplazados por el dialecto estándar. El Randstad es la mayor fuente de influencia en la evolución de la lengua estándar, con la excepción del neerlandés hablado en Bélgica.
A pesar de la correspondencia entre el neerlandés estándar y el del Randstad, hay variaciones locales dentro de la propia Holanda que difieren del dialecto holandés. Cada una de las principales ciudades tiene su propio dialecto moderno, considerados sociolectos. Un pequeño número de personas, sobre todo en la zona norte de Ámsterdam, todavía hablan el dialecto original del condado. El dialecto original está presente en el norte: en Volendam y Marken y sus alrededores, en Frisia Occidental y en la región de Zaan; también es hablado en las provincias de Brabante Septentrional, Utrecht y al sur de la isla de Goeree-Overflakkee, en Zelanda.

## Economía
La industria y el comercio se concentran principalmente en el Randstad, la mayor conurbación de los Países Bajos.

## Nueva Holanda

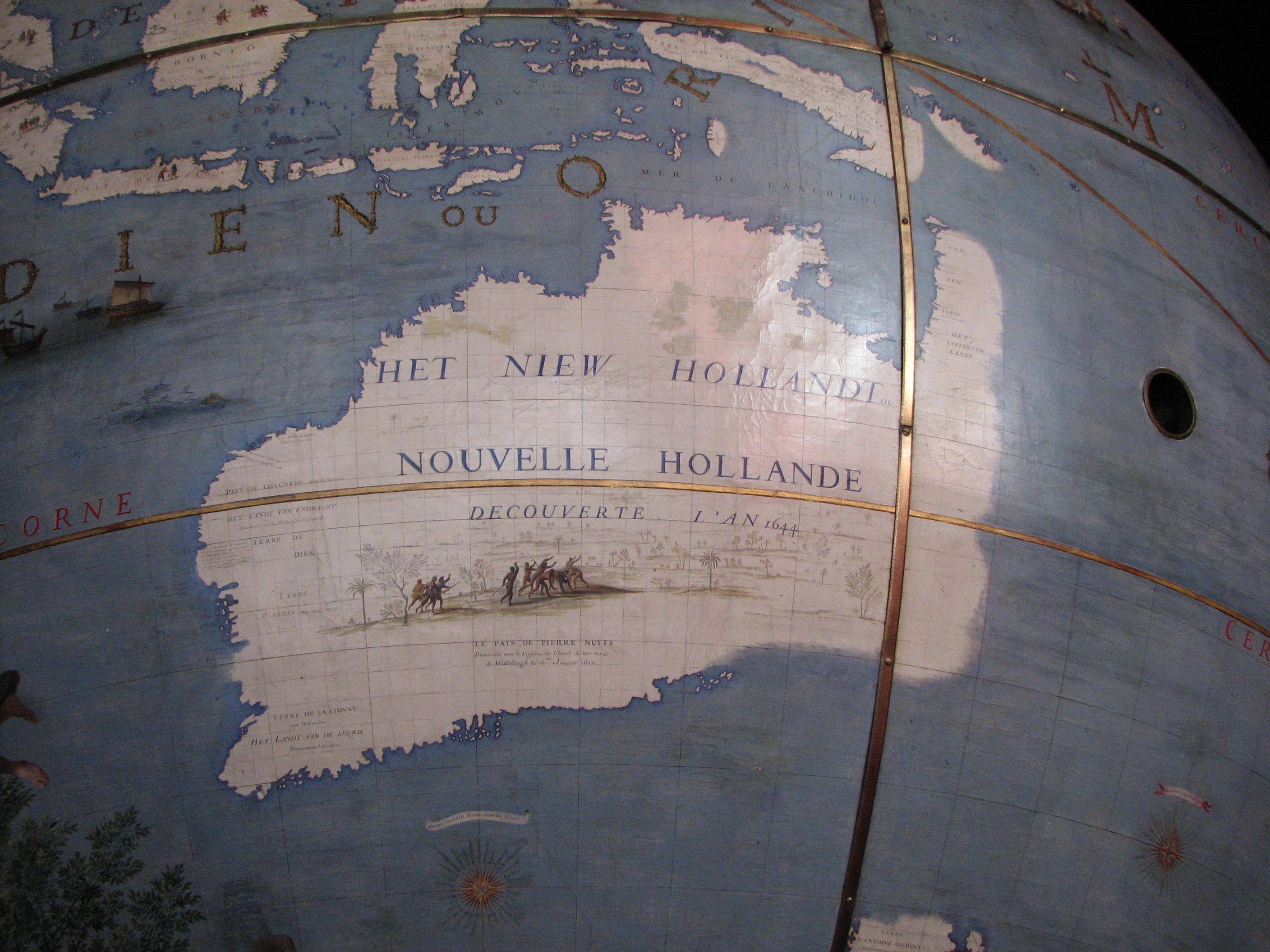
Antiguo mapa australiano, que muestra el nombre de «Nueva Holanda».

La provincia de Holanda dio nombre a una serie de asentamientos coloniales y regiones descubiertas que fueron llamados Nieuw Holland o Nueva Holanda. La más extensa de ellas fue la isla de Australia. La denominación «Nueva Holanda» fue utilizada primero en Australia en 1644 por el marino holandés Abel Tasman, que le puso el nombre latino de Nova Hollandia, y se mantuvo en uso durante 190 años. En el mismo viaje, llamó a Nueva Zelanda de esa manera en honor a la provincia holandesa de Zelanda. En los Países Bajos, «Nueva Holanda» sería el nombre usual de Australia hasta finales del siglo XIX.